# 19
19 (XIX, na numeração romana) foi um ano comum do século I, do Calendário Juliano, da Era de Cristo, teve início a um domingo e terminou também a um domingo, e a sua letra dominical foi A.
| Ano completo                    |
| ------------------------------- |
| Ano comum com início ao domingo |

## Eventos
- Marco Júnio Silano [Nota 1] e Lúcio Norbano Balbo, cônsules romanos.[1]

## Nascimentos
- Tibério Gêmelo, político romano, herdeiro do trono juntamente com Calígula.

## Mortes
- Germânico, general de Roma, aos trinta e quatro anos de idade. Não se sabe se ele morreu de causas naturais, ou foi envenenado por Pisão.[2]